# Marguerite Montansier

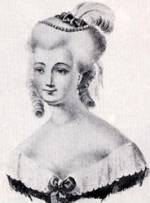
Marguerite Montansier

Marguerite Montansier, även känd under sitt artistnamn Mademoiselle Montansier, född Brunet 19 december 1730, död 13 juli 1820 i Paris, var en fransk skådespelare och teaterdirektör.
Montansier flydde vid 14 års ålder till en klosterskola i Bordeaux och blev snart anställd vid en teatertrupp. Hon reste till Amerika med en kollega hon var förälskad i och blev i Västindien älskarinna till intendenten på Martinique och ägare till en klänningsbutik på Saint-Domingue. Vid återkomsten till Frankrike antog hon namnet Montansier efter en släkting och öppnade ett kasino på rue Saint-Honoré som gav henne kontakter inom den sociala eliten. Genom ett förhållande med markis de Saint-Contest blev hon ägare till en teater i staden Versailles, där hon genom Marie-Antoinette år 1775 fick ensamrätt på föreställningarna vid hovet inom slottet Versailles. Hon öppnade "Théâtre de la rue des Réservoirs", snart kallade "Théâtre Montansier" den 18 november 1777 i Versailles, och fick 1779 överhögheten över teatrarna i Fontainebleau, Saint-Cloud, Château de Marly, Compiègne, Rouen, Caen, Orléans, Nantes och Le Havre.  
Under franska revolutionen köpte hon teatern Théâtre des Beaujolais vid Palais-Royal i Paris med sin älskare skådespelaren Honoré Bourdon (artistnamn de Neuville) och öppnade den efter restaurering under namnet "Théâtre Montansier" år 1790; hon drev sedan denna teater under namnen "Théâtre du Péristyle du Jardin Egalité", "Théâtre de la Montagne", "Variétés-Montansier" och "Variétés" till 1806. Som direktör för hovteatern lät hon uppföra italienska operor på franska för hovet i Tuilerierna. 
År 1793 åtföljde hon med en trupp på 85 skådespelare den franska armén under Charles François Dumouriez till Österrikiska Nederländerna och tog i januari 1793 över Théâtre de la Monnaie i Bryssel, som nu gavs namnet "Comédiens de la République française"; hon tvingades återvända med de franska trupperna i mars. Hon öppnade sedan "Théatre-National" i Paris.
Hon arresterades under skräckväldet 15 november anklagad för att ha mottagit pengar från Storbritannien och Marie-Antoinette och för att ha planerat att tända eld på Bibliothèque Nationale; hon frigavs dock tio månader senare och tillerkändes ett stort skadestånd. 
Hon gifte sig med sin sambo Neuville 5 september 1799. År 1801-1802 engagerade hon den italienska operatruppen "Opéra-Buffa" (eller på "Italiens") på Théâtre Olympique. År 1803 fängslades hon för skuld. År 1806 tvingades hon upplösa sin teater på Palais-Royal då Comédiens-Français klagade på konkurrensen, men 1807 lyckades hon övertala Napoleon I att låta henne öppna den på boulevard Montmartre, trots begränsningen av teatrar i Paris till åtta. 
År 1904 uppfördes pjäsen La Montansier på Théâtre de la Gaîté av Robert de Flers och Gaston Arman de Caillavet om hennes liv.